# Alias Basil Willing
Alias Basil Willing (titolo originale Alias Basil Willing) è un romanzo poliziesco scritto nel 1951 da Helen McCloy. Il romanzo, appartenente alla serie in cui indaga lo psichiatra e investigatore Basil Willing, è dedicato a Clarice e John Dickson Carr, maestro del genere del delitto impossibile.

## Trama
Basil Willing, lo psichiatra-detective che aiuta il dipartimento di polizia di New York, ha un incontro inaspettato in una tabaccheria della Terza Avenue: uno strano cliente che afferma di essere il dottor Willing. Incuriosito dalla situazione il vero Willing decide di seguire l'impostore, ritrovandosi così in un party in casa del dottor Zimmer, psichiatra di origine tedesca.
Per chiarire la situazione imbarazzante il vero ed il falso Willing si recano in un ristorante francese, ma, dopo aver pronunciato alcune frasi misteriose, lo sconosciuto muore avvelenato.
Nella notte anche Katherine Shaw, un'altra degli ospiti del party del dottor Zimmer, muore probabilmente per overdose di farmaci e l'ispettore Foyle non crede si tratti di una coincidenza.
Nei giorni seguenti si scopre che lo sconosciuto era un detective privato ingaggiato da Katherine Shaw per motivi ignoti, mentre il dottor Willing prosegue in autonomia le sue indagini non ufficiali sulle persone coinvolte nei delitti.

## Edizioni
- Helen McCloy, Alias Basil Willing, traduzione di Marilena Caselli, collana I Classici del Giallo Mondadori, n. 906, Mondadori, 2001,  p. 218.